# 張弘祚
張弘祚，陝西鄠縣人，清朝政治人物、同進士出身。

## 生平
崇禎十二年（1639年）己卯科舉人，明亡仕清，順治六年（1649年），登三甲第二百五十一名進士。擔任山東曆城縣知縣。